# Campionato francese di rugby a 15 1929-1930
Il Campionato francese di rugby a 15 di prima divisione 1929-30 fu vinto dall'Agen che superò il Quillan (detentore) in finale.
Il campionato mise di fronte 40 squadre divise in otto gruppi da cinque
La selezione avvenne grazie ai risultati nei campionati regionali, cinque nuove squadre apparvero rispetto all'anno precedente: Stade hendayais, Lyon OU, Oyonnax, Roanne (campione Honneur 1929) e Soustons.
Essi sostituirono: Bagnères, Dax, Mazamet, Montauban e Racing.

## Formula
Primo turno con le sequadre divise in 8 gruppi di 5, girone all'italiana di sola andata, le prime 3 alla seconda fase.
Seconda fase con 8 gruppi di 3: le vincenti ai quarti di finale.

## Primo turno
In grassetto le qualificate
- Gruppo A
Stade Hendayais, Lézignan, Limoges,  Lourdes , Lyon OU
- Gruppo B
Bayonne, Carcassonne, CASG,  Cognac ,  Pamiers
- Gruppo C
 Biarritz , Quillan , St Girons, Vienne, Fumel
- Gruppo D
Agen , Libourne,  Montferrand ,  US Perpignan , Soustons
- Gruppo E
Bayornne, SBUC, Grenoble, Narbonne,  Toulouse OEC
- Gruppo F
SA Bordeaux, Boucau, Arlequins Perpignan , Roanne, Stadoceste tarbais
- gruppo G:
SC Albi,  Bègles ,  Béziers , FC Lyon,  Pau
- gruppo H:
 Stade français , Oyonnax, Périguuex, Tolone, Tolosa

## Secondo turno
(In grassetto le qualificate ai quarti)
- Carcassonne , Toulon, Fumel
- Narbonne, Stadoceste tarbais, Tolosa
- Lézignan, Pau, Arlequins Perpignan
- Lourdes, Montferrand, Stade français
- Cognac, Quillan, Toulouse OEC
- Bègles, Biarritz, Grenoble
- Béziers, Bordeaux, US Perpignan
- Agen, Limoges, Pamiers

## Quarti di finale
| Clermont-Ferrand 13 aprile 1930 | Pau | 5 – 3 | Stade français |  |

| Tarbes 13 aprile 1930 | Carcassonne | 18 – 3 | Biarritz |  |

| Bordeaux 13 aprile 1930 | Agen | 18 – 0 | Stadoceste tarbais |  |

| Tolosa 13 aprile 1930 | Quillan | 10 – 5 (d.t.s.) | SA Bordeaux |  |

## Semifinali
| Bordeaux 4 maggio 1930 | Agen | 18 – 5 | Pau |  |

| Colombes 4 maggio 1930 | Quillan | 0 – 0 (d.t.s.) | Carcassonne | Yves de Manoir |

Ripetizione:
| Lione 11 maggio 1930 | Quillan | 3 – 0 | Carcassonne |  |

Il match Agen-Pau fu segnato dal decesso dell'ala di Agen Michel Pradié, 18 anni. Il decesso avvenne all'ospedale a causa di un violento placcaggio.

## Finale
| Arbitro: | Henri Lahitte |

| |            | |
| Drop: Guiral | Marcatori  | |
| Marius Guiral Lucien Augras Max Vigerie Guy Mieyaa Didier Lamoulien Louis Castaing Gaston Capgras Robert Samatan Louis Dattas Jean Dupuy Jean-Baptiste Bédère Etienne Dupouy Pierre Soulès Urbain Sourbie Robert Gibertha | Formazioni | Louis Destarac Antonin Barbazanges René Bonnemaison Marcel Baillette Marcel Soler Amédée Cutzach François Corbin Eugène Ribère Jean Galia Charles Bigot Germain Raynaud Joseph Raynaud Georges Delort Baco Guy Flamand |

## Altre competizioni
L'Amicale Sportive Bortoise divenne campione di Francia Honneur (2ª divisione) battendo in finale il Football Club de Saint-Claude 5 a 0.
Nel campionato "Promotion" (3ª divisione) a Tolosa, lo Stade Niortais superò lo Sporting Club Salonais 6 a 3.
In 4ª divisione, l'Association Sportive della Bourse fu campione di Francia ai danni dell'Union Sportive Mourillonnaise (Tolone) 10 a 3.
L'US Perpignan fu campione di Francia delle "squadre riserve" battendo Lo Stade français 14 a 5 a Clermont-Ferrand.

## Fonti
- L'Humanité, Le Figaro 1929-1930